# Haus 8 (LVR-Klinik Düren)

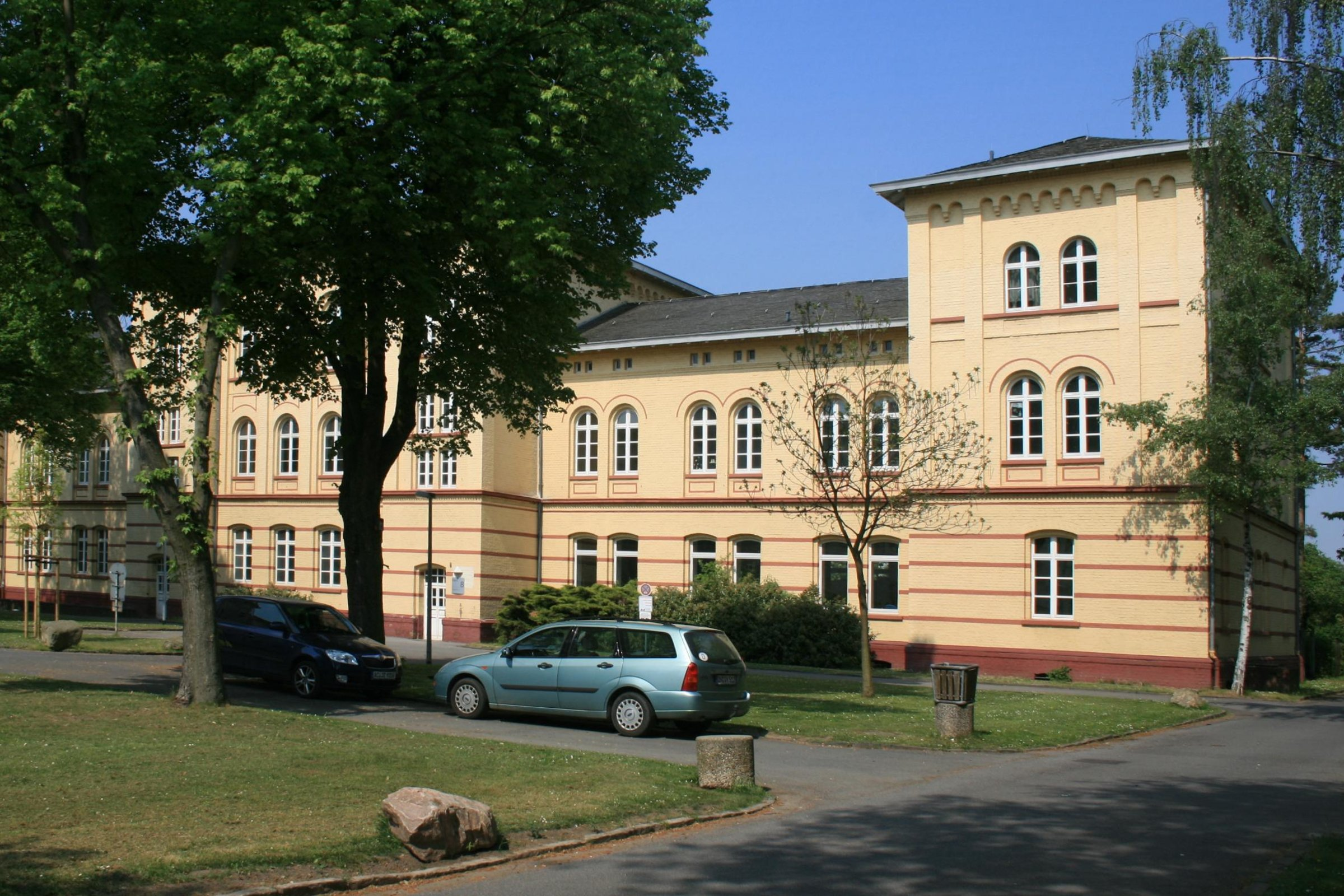

Das Haus 8 ist ein Gebäude auf dem Gelände der LVR-Klinik Düren in Düren in Nordrhein-Westfalen. Das Gebäude wurde, wie alle Bauwerke auf dem Gelände der ehemaligen Provinzial Heil- und Pflegeanstalt, zwischen 1874 und 1878 erbaut.
Es handelt sich um das ursprüngliche „Gebäude für ruhige Kranke der Normalklasse - Frauenseite“. Der Backsteinbau ist zweiundzwanzig zu fünfachsig. Das Haus hat einen dreigeschossigen Mittelrisalit und dreigeschossige Seitenrisalite. Die zurückgesetzten Verbindungsflügel sind zweigeschossig. Im Erdgeschoss befinden sich Stichbogenfenster, im Obergeschoss Rundbogenfenster. Die Walm- und Satteldächer sind mit Schiefer gedeckt. Der Fassadenanstrich ist zweifarbig in Anpassung an die ursprüngliche Gestaltung mit gelbem und rotem Backstein.
Das Bauwerk ist unter Nr. 1/001i in die Denkmalliste der Stadt Düren eingetragen.